# الشيعة في مصر
الشيعة في مصر هم أقلية ومجتمع منزوي في مصر.

## التاريخ والثقافة
لدى الإسلام الشيعي جذور طويلة في مصر، فقد جاء الفاطميون الشيعة إلى السلطة في عام 969 ميلادي في مصر، وأسسوا عاصمة جديدة تسمى القاهرة كمقر للسلالة الفاطمية. حكم الفاطميون مصر لمدة 200 عامًا (969-1171) وشكلوا هويتها، كما أسسوا جامعة الأزهر الشهيرة في عام 970م في القاهرة التي تأسست من أجل نشر المعرفة في جميع أنحاء العالم، وما زالت توجد حتى يومنا هذا وهي واحدة من أقدم الجامعات في العالم. رغم كون الأزهر في الأصل جامعة شيعية، إلا أنه من المقبول عمومًا أن الشعب المصري ظل سنيًا في الغالب قبل وأثناء وبعد الحكم الفاطمي في مصر، مع الإسماعيلية التي تتبعها الطبقات الحاكمة، وليس عامة الشعب.
حتى اليوم، لا تزال مصر دولة تتمتع بروابط شيعية قوية، فكثيرًا ما يزور أهل السنة المصريين خاصة أتباع الطوائف الصوفية الأضرحة والمساجد الشيعية المقدسة المخصصة للحسن والحسين وزينب وعلي وغيرهم من أئمة الشيعة، ويدمجون الممارسات الشيعية عن غير قصد في تقاليدهم وطقوسهم الجنائزية.
فيما يلي بعض المنظمات الشيعية المصرية:-
- «جماعة أهل البيت» برئاسة محمد الدريني.[2]
- «التيار الشيعي في مصر» برئاسة محمد غنيم.[8]

## تقديرات السكان
بينما يزعم النشطاء الشيعة أن عددهم يتجاوز المليون، إلا أن السلفيين يقولون إنه لا يوجد سوى بضعة آلاف. وفقا لصحيفة الإيكونومست، تتراوح التقديرات بين 50000 ومليون.

## الاضطهاد
وفقًا لبريان ويتاكر، تتعرض الأقلية الشيعة الصغيرة في مصر لمضايقات من قبل السلطات ومعاملتهم باشتباه، ويتم اعتقالهم - ظاهريًا لأسباب أمنية - ولكن بعد ذلك يتعرضون لسوء المعاملة من قبل ضباط أمن الدولة بسبب معتقداتهم الدينية. على مدى عقود، وثقت المنظمات الدولية - بما في ذلك الأمم المتحدة وهيومن رايتس ووتش ومنظمة العفو الدولية - حالات استُهدف فيها الشيعة المصريون بسبب معتقداتهم الدينية. أبرز تقرير أصدرته مفوضية الأمم المتحدة لشؤون اللاجئين في ديسمبر 2012 حقيقة أن الشيعة ما زالوا لا يستطيعون ممارسة شعائرهم الدينية في مصر علانية. قالت حسيبة الحاج صحراوي للمفوضية السامية للأمم المتحدة لشؤون اللاجئين أن العديد من المجموعات تتم محاكمتها بتهمة «التجديف». تواصل اللجنة الأمريكية للحرية الدينية الدولية وصف مصر بأنها «بلد يثير قلقًا خاصًا» من حيث الانتهاكات المنهجية للحرية الدينية. في ديسمبر 2011 ، منعت قوات الأمن المصرية المئات من الشيعة من احتفالات عاشوراء الدينية في مسجد الحسين في القاهرة، وهو موقع شيعي مقدس. قامت الشرطة بالقوة بإخراج المصلين الشيعة من المسجد بعد أن اتهمتهم الجماعات السلفية بأداء طقوس همجية.
في مايو 2012، ترأس الإمام الأكبر للأزهر أحمد الطيب اجتماعًا مع القوى الإسلامية - بما في ذلك العلماء وأعضاء جماعة الإخوان المسلمين والسلفيين - حيث أعلنوا رفضهم التام «لمحاولات نشر التشيع في مصر».
في 23 يونيو 2013، هاجم عدة مئات من المسلمين السنة وحاصروا منزل الشيعي حسن شحاتة في قرية أبو مسلم في محافظة الجيزة. قتل  رجل الدين وثلاثة من أتباعه وسحلوا جثثهم في الشوارع ولم تفعل الشرطة شيئًا لوقف الهجوم. قالت حسيبة حاج صحراوي، نائبة مدير برامج الشرق الأوسط في 25 يونيو 2013، «يتعين على السلطات المصرية أن تأمر فوراً بإجراء تحقيق مستقل ونزيه في مقتل الرجال الأربعة، وأن ترسل رسالة واضحة تفيد بأنه لن يتم التهاون مع تنفيذ الهجمات أو التحريض على العنف ضد الشيعة».
منذ العام 2017، ما تزال المنظمات غير الحكومية تبلغ عن استمرار أعمال العنف والدعاية ضد الأقلية الشيعية، وكثيراً ما يُحرم المسلمون الشيعة من الخدمات بالإضافة إلى إطلاق أسماء مهينة عليهم. تنتشر المشاعر المعادية للشيعة خلال التعليم على جميع المستويات، ويروج رجال الدين المتعلمون في جامعة الأزهر علانية للمعتقدات الطائفية من خلال تكفير المسلمين الشيعة وتشجيع عزل وتهميش الشيعة في مصر.

## وصلات خارجية
- Holly Dagres (11 أبريل 2013). "The Shiite Scare in Egypt". al-Monitor. مؤرشف من الأصل في 2019-05-29. اطلع عليه بتاريخ 2013-07-29.
- EIPR (13 يوليو 2016). "Restricted Diversity in State Religion: The Case of Religious Freedom of Shia Egyptians". The Egyptian Initiative for Personal Right. مؤرشف من الأصل في 2021-05-13. اطلع عليه بتاريخ 2017-05-16.